# فیرویو (ونکوور)
فیرویو، ونکوور (انگلیسی: Fairview, Vancouver) محله ای در سمت غربی شهر ونکوور،  بریتیش کلمبیا،  کانادا است. از خیابان شانزدهم در جنوب، به خیابان بورارد در غرب، به خیابان کامبی در شرق، و به فالس کریک در شمال ادامه دارد.